# Ночь мостов
«Ночь мостов» (ивр. ליל הגשרים‎, англ. Night of the Bridges, официальное название — операция «Марколет», ивр. מבצע מרכולת‎) — серия диверсий еврейских подпольных боевых организаций в подмандатной Палестине, осуществлённых в ночь с 16 на 17 июня 1946 года. Основными целями операции были 11 шоссейных и железнодорожных мостов, соединявших Палестину с соседними странами, однако в качестве прикрытия основных действий «Пальмах» и другие вооружённые группировки одновременно атаковали ещё около 50 объектов мандатной администрации на территории Палестины. В ходе «Ночи мостов» были уничтожены или серьёзно повреждены 9 мостов (за исключением железнодорожного и шоссейного мостов на реке Кезив на границе с Ливаном). Менее чем через 2 недели после «Ночи мостов» мандатные власти провели операцию возмездия, арестовав и направив в лагеря более 2,5 тысяч сионистских активистов.

## Предшествующие события
По завершении Второй мировой войны усилился конфликт между британскими мандатными властями в Палестине и ишувом — местной еврейской общиной. Совместная британско-американская комиссия в апреле 1946 года рекомендовала предоставить 100 тысяч въездных виз в Палестину еврейским беженцам из Европы, отменить запрет на продажу земли евреям, введённый в 1940 году, и продолжить создание в этом регионе еврейского национального дома. Однако правительство Эттли поставило условием выполнения этих рекомендаций сдачу оружия еврейскими организациями самообороны в Палестине. Мандатные власти ужесточили борьбу с нелегальной еврейской иммиграцией, представители Великобритании также действовали против эмиссаров Еврейского агентства в Европе.
В этих условиях руководство ишува прекратило попытки сотрудничества с мандатными властями. В еврейской общине возобладали антибританские настроения, и в начале июня 1946 года еврейские подпольные организации возобновили ранее приостановленные действия против мандатных властей. Так, 6 июня боевики организации «ЛЕХИ» совершили налёт на больницу в Иерусалиме, освободив своего соратника Исраэля Шайба (Эльдада), направленного туда на лечение из тюрьмы в Латруне. 10 июня члены другой группировки, «ЭЦЕЛ», за один день совершили три нападения на пассажирские поезда в районе Лидды.

## Акция 16—17 июня
Наиболее многочисленная организация еврейской самообороны в Палестине, «Хагана», также присоединилась на этом этапе к борьбе с британским мандатом. Её руководство спланировало операцию «Марколет», ставшую крупнейшей по масштабам в этот период. Сотрудникам группы «Шай», занимавшейся разведывательными операциями для «Хаганы», удалось достать для этой операции планы всех шоссейных и железнодорожных мостов, соединявших Палестину с соседними арабскими странами. Эти мосты и стали основной целью акции, хотя для отвлечения внимания сил безопасности одновременно с основными действиями ударные отряды «Хаганы» «Пальмах» и другие боевые еврейские организации провели ещё около 50 атак на различные объекты мандатной инфраструктуры и военные патрули.
В общей сложности целями операции стали 11 шоссейных и железнодорожных мостов, соединявших Палестину с четырьмя арабскими странами — Египтом, Трансиорданией, Сирией и Ливаном. Подрыв мостов был поручен членам четырёх батальонов «Пальмаха», все группы действовали синхронно, осуществив атаки за короткий промежуток времени.

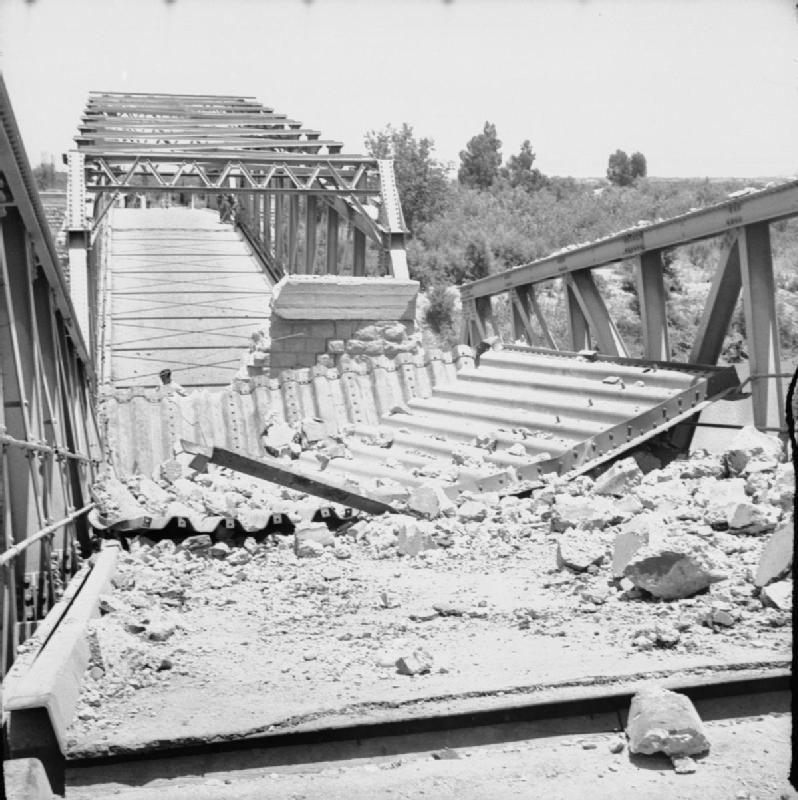
Обвалившийся мост Алленби

- Мост Алленби через Иордан на трассе Иерусалим-Амман был задачей группы Хаима Броцлевского (Бар-Лева) из 2-го батальона. На подходе к мосту группа была обнаружена охраной и завязалась перестрелка. Диверсанты сумели под огнём установить 12 взрывных устройств, и подорванный мост рухнул в реку. Разорвав контакт, группа Бар-Лева отступила к берегу Мёртвого моря, откуда лодкой была переправлена в безопасное место в Иудейской пустыне и далее пешим маршем добралась до кибуца Рамат-Рахель[4]. Время взрыва — 23:17 16 июня.
- Мост на Сайду к северо-западу от Метулы, не имевший охраны, подорван группой Давида Черкасского из 3-го батальона[4].
- Мост северо-восточнее Метулы был поручен группе Дани Ноймана из того же подразделения. Вблизи моста в это время находилась группировка бронетехники британских войск. Диверсантов заметили, по ним был открыт огонь, но они сумели совершить подрыв и отступили, не открывая ответного огня[4]. Время взрыва — 23:25 16 июня[1].
- Железнодорожный и шоссейный мосты между Палестиной и Египтом в 7 км южнее Газы находились под постоянной охраной, вблизи от них базировались несколько военных подразделений и располагались военные аэродромы. Группа под командованием Итиэля Амихая[4] в полночь с 16 на 17 июня[1] атаковала железнодорожный мост под огневым прикрытием и сумела его подорвать. В это же время вторая группа под руководством Исайи Шкляра (Гавиша) атаковала шоссейный мост; согласно сайту, посвящённому 100-летию «Хаганы», мост был серьёзно повреждён[4], тогда как книга Э. Харуви, посвящённая истории британской полиции в подмандатной Палестине, это отрицает[1]. Отступив под прикрытием ночи, диверсанты совершили 40-километровый марш-бросок до кибуца Дорот[4].
- Мост дочерей Иакова через реку Иордан, соединявший Палестину и Сирию, охраняли служащие арабских полицейских сил. Диверсанты из 3-го батальона под командованием Одеда Месера сняли часовых, не убивая их, перенесли подальше от моста, после чего осуществили подрыв, полностью разрушивший мост. После этого они на лодке ушли вглубь болот Хулы, где двое суток дожидались прекращения поисков[4]. Время взрыва — полночь с 16 на 17 июня[1].

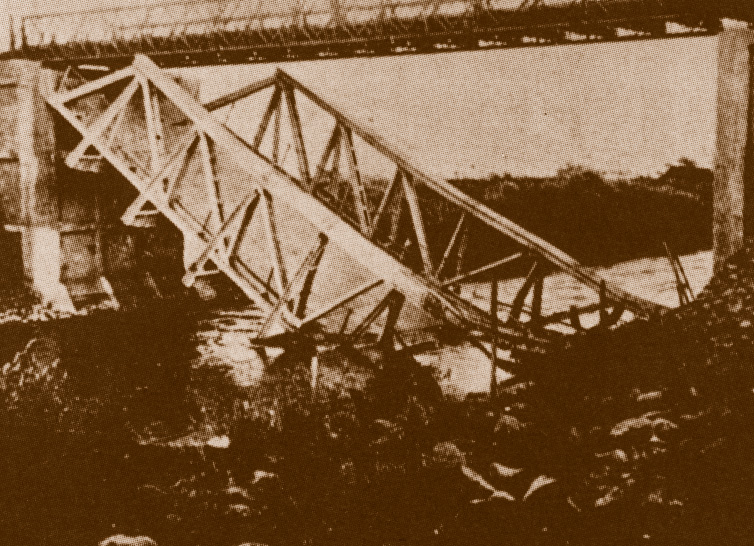
Разрушенный мост Шейх-Хуссейн

- Мост Шейх-Хуссейн через реку Иордан на дороге, соединяющей Бейсан и Ирбид в Трансиордании, располагался близ кибуца Маоз-Хаим и был поручен группе из 1-го батальона под руководством Ури Яффе. Под шум реки диверсанты незамеченными приблизились к сторожевым постам, сняли часовых и взорвали мост, после чего без потерь отступили[4]. Время взрыва — полночь с 16 на 17 июня[1].
- Железнодорожный мост через Ярмук[4] между деревнями Хама и Самах[1]. В отсутствие охраны подорван группой Аарона Спектора. При отступлении группа столкнулась с кавалерийским патрулём, в перестрелке были ранены двое патрульных, группа Спектора вернулась на базу без потерь[4]. Время взрыва — 1:00 17 июня[1].
- Группа Нехемии Шайна из 1-го батальона получила задание взорвать два моста — железнодорожный и шоссейный — через реку Кезив вблизи деревни Ахзив в Западной Галилее. При подходе к железнодорожному мосту диверсантов обнаружили арабские полицейские, открывшие по ним огонь, убив одного из бойцов «Пальмаха». Остальные продолжали попытки установить взрывные устройства на мосту, когда пуля, по-видимому, попала в один из зарядов. В последовавшем взрыве погибли 13 диверсантов, включая командира группы[4], ещё пятеро были ранены[2]. Оставшиеся в живых отступили и некоторое время скрывались в гротах близ кибуцев Мецуба и Ханита, пока не прекратились их поиски. Мосты через Кезив остались в рабочем состоянии[4].
- Мост Дамия через Иордан в 45 км к югу от Бейсана был поручен группе из 4-го батальона под командованием Нахума Сарига. На подходах к мосту члены группы столкнулись с местным арабом, которого убили, затем установили мину с часовым механизмом. Этот механизм не сработал[4], и взрывное устройство было обнаружено в 3:00 17 июня. Однако оказалось, что диверсанты использовали мину-ловушку, и полицейский сапёр, пытавшийся её обезвредить, погиб при взрыве, который также полностью разрушил мост. Взрыв произошёл в 13:40 17 июня[1].

В рамках «Ночи мостов» могут рассматриваться также отвлекающие акции в районе Дамии, нападение боевиков «Лехи» на железнодорожные мастерские в заливе Акры (заложенными бомбами были сильно повреждены здания мастерских) и бой между еврейскими подпольщиками и британскими военнослужащими на блокпосту у Кирьят-Аты. В перестрелке, завязавшейся около 22:00 17 июня, погибли, по разным данным, 8 или 11 боевиков, ещё 8 мужчин и 3 женщины были ранены и арестованы.

## Последствия
К моменту проведения операции «Марколет» мандатные власти уже начали подготовку к крупномасштабной облаве с целью разоружения еврейского подполья и ареста его членов. О попадании документов с этими планами в руки подпольщиков сообщила 15 июня радиостанция «Коль Исраэль». Однако в итоге основным поводом к этой акции стала именно операция «Марколет». Облава, известная как операция «Агата» (а среди еврейского населения как «Чёрная суббота»), была проведена 29 июня 1946 года, в её ходе состоялись масштабные обыски в кибуцах Ягур, Сдот-Ям, Рамат-Рахель и ряде других еврейских поселений, арестованы и отправлены в лагеря свыше 2,5 тысяч сионистских активистов. Арест почти всего руководства ишува и «Хаганы» привёл к прекращению участия этой организации в вооружённой борьбе против британского мандата.

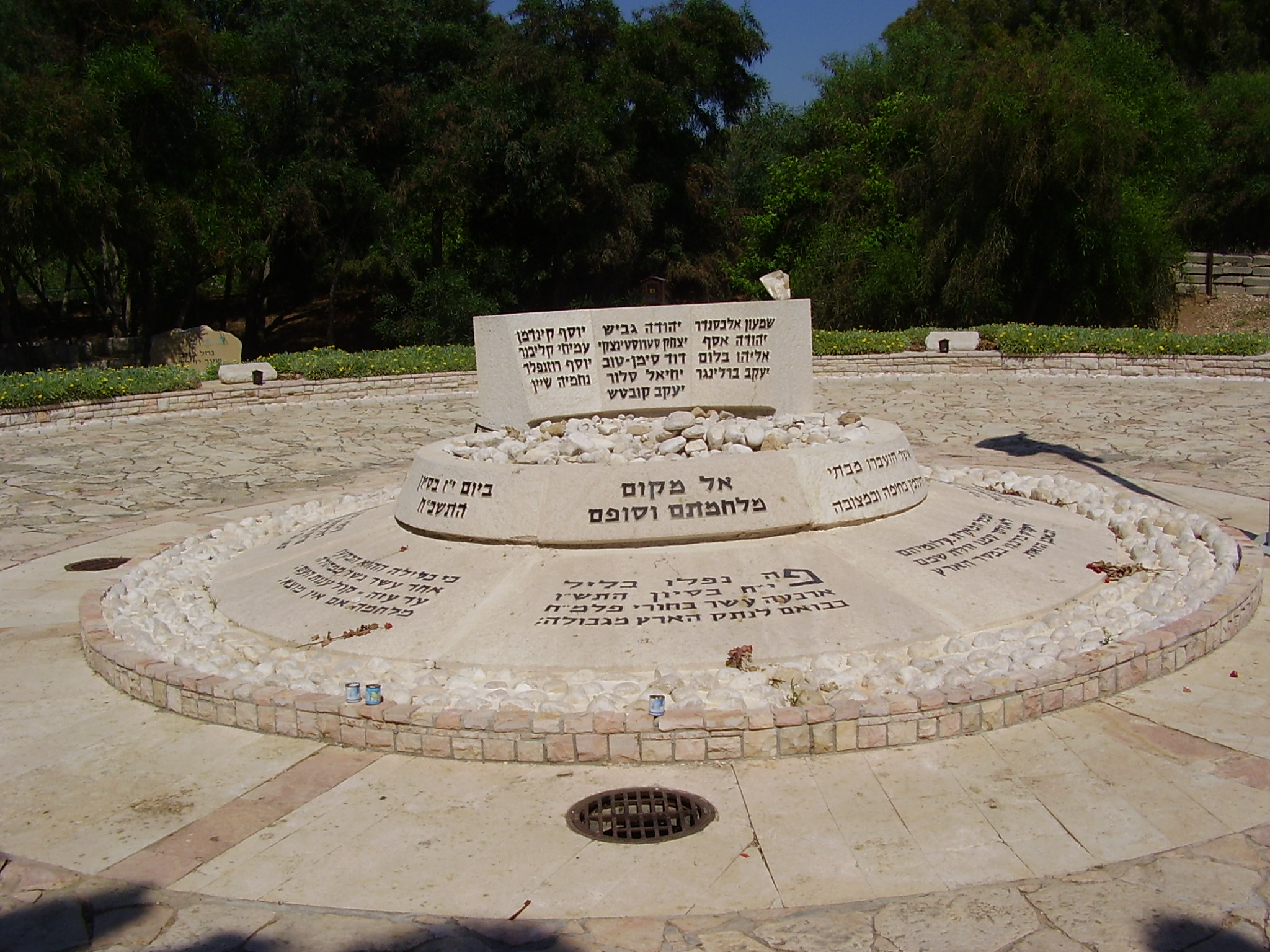
Памятник погибшим у мостов Ахзив

Утром 17 июня 1946 года сотрудники организации «Хевра каддиша» организовали поиски останков погибших членов «Пальмаха» у мостов близ Ахзива. Им удалось найти лишь несколько частей тел, не поддающихся опознанию. Эти останки были тайно преданы земле в Хайфе. Только в 1960-х годах вопрос о захоронении тел в братской могиле и установка памятника стали достоянием общественности.
В 1960-е годы полицейский Шломо Арье бен Элькана провёл расследование и после долгих поисков обнаружил братскую могилу в Хайфе. Её перенесли в течение 1966—1968 гг. в национальный парк Ахзив (Гешер Ха-Зив, недалеко от устья Нахаль-Кзива, примерно в пяти километрах к северу от города Нагария в Западной Галилее).
В 1968 году состоялось торжественное перезахоронение останков у памятника погибшим, установленного рядом с мостами. Через 22 года после операции прошла государственная церемония возле памятника Яд ле-Яд (ивр. יד לי"ד‎), построенного при содействии Министерства обороны Израиля, автор — архитектор Ашер Хирам венгерского происхождения (Жигмонд Керекеш). В результате расследования в начале 2000-х годов было обнаружено, что часть тел участников операции «Ночь мостов» также была захоронена в кибуце Мацува, в 2003 году эти останки были привезены для захоронения в памятном месте Яд ле-Яд.